# Проскурнин, Николай Михайлович
Николай Михайлович Проскурнин (3 ноября 1863, Ливны — 1942, Ленинград) — русский архитектор, автор доходных домов страхового общества «Россия» в Москве и Риге.

## Биография
Родился 3 ноября 1863 года в Ливнах Орловской губернии. В 1883—1894 годах учился Императорской Академии художеств. Во время обучения награждался золотыми и серебряными медалями; в 1888 году получил звание классного художника 3-й степени, а в 1893 году был удостоен звания классного художника 2-й степени за программу «Проект гостиницы для приезжающих в столичный город». Окончил Академию со званием классного художника архитектуры 1-й степени.
Служил в Санкт-Петербурге архитектором страхового общества «Россия»; работал в Санкт-Петербурге, Москве, Риге и других городах. Член Петербургского общества архитекторов с 1892 года.

## Проекты и постройки
- Губернское казначейство, совместно с П. К. Бергштрессером (1897, Санкт-Петербург, Казначейская улица, 11);
- Доходный дом страхового общества «Россия», совместно с О. В. Дессином, при участии В. А. Величкина (1897—1903, Москва, Сретенский бульвар, 6);
- Народная аудитория и городская публичная библиотека (1898—1899, Саратов, улица Максима Горького, 40)[3];
- Доходный дом страхового общества «Россия», совместно с П. К. Бергштрессером и А. А. Гимпелем (1901, Москва, Большая Лубянка, 2), перестроен;
- Павильон Скакового общества (1902, Москва), не осуществлён;
- Доходный дом страхового общества «Россия» (1906, Рига, улица Смилшу)[2][4];
- Здание Высших женских естественных курсов и гимназии М. А. Лохвицкой-Скалон, совместно с Л. И. Катониным (1912—1914, Санкт-Петербург, улица Марата, 27/9)[2].

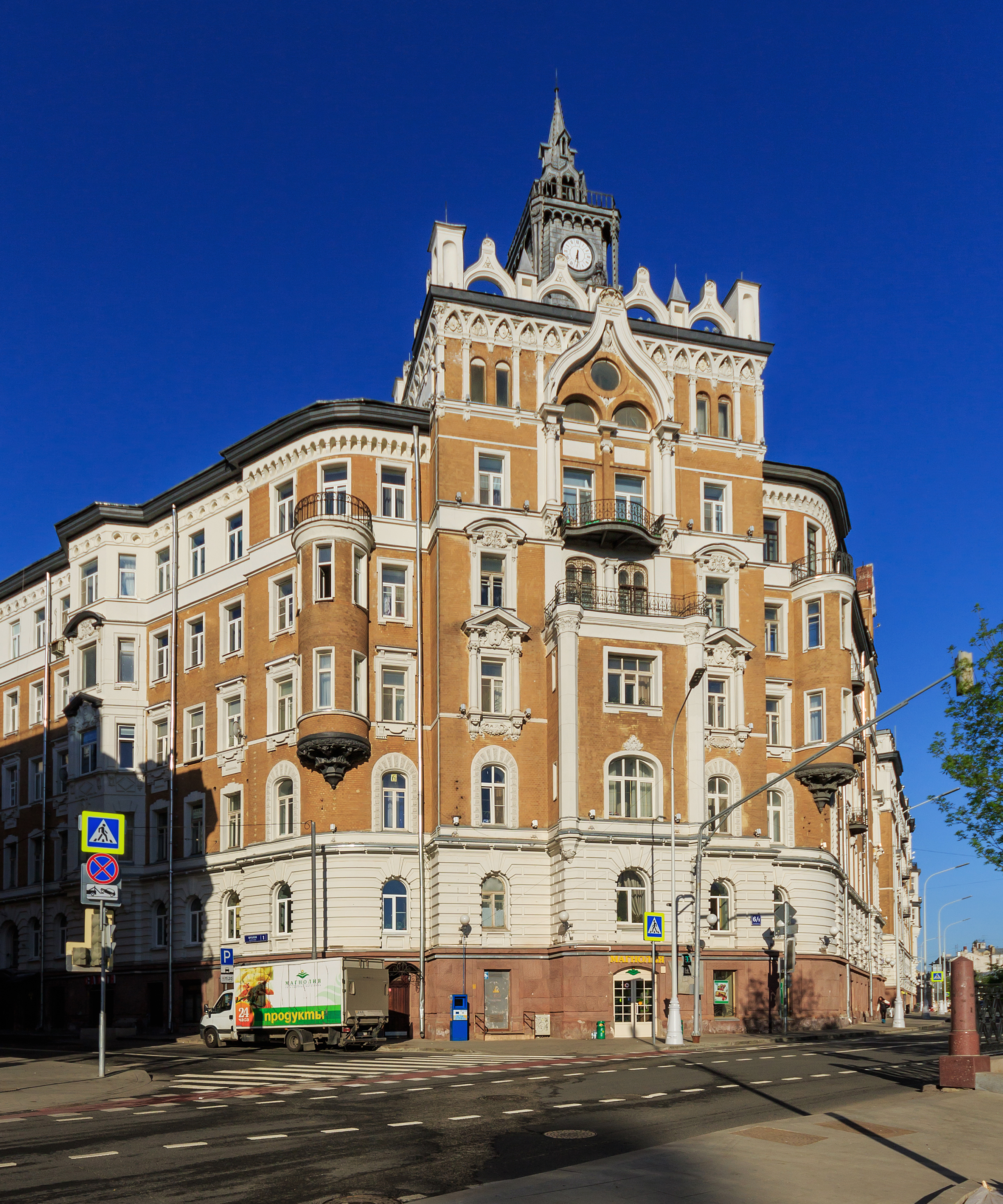
Доходный дом страхового общества «Россия», Москва, Сретенский бульвар, 6
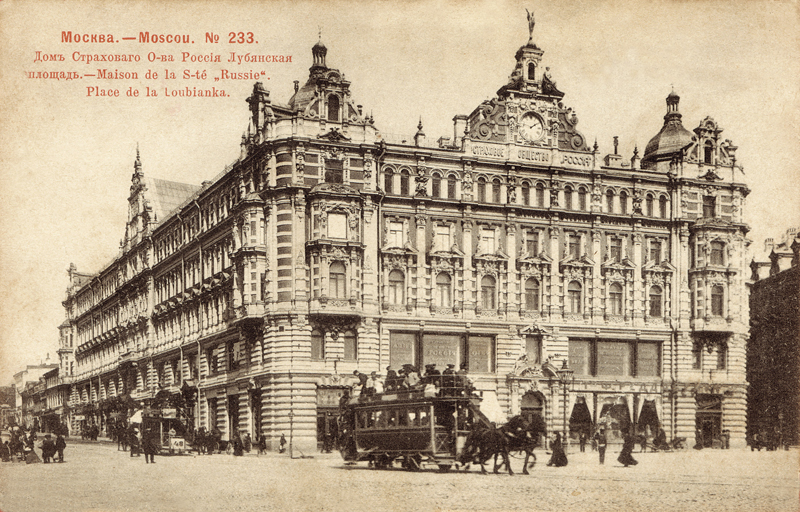
Доходный дом страхового общества «Россия», Москва, улица Большая Лубянка, 2
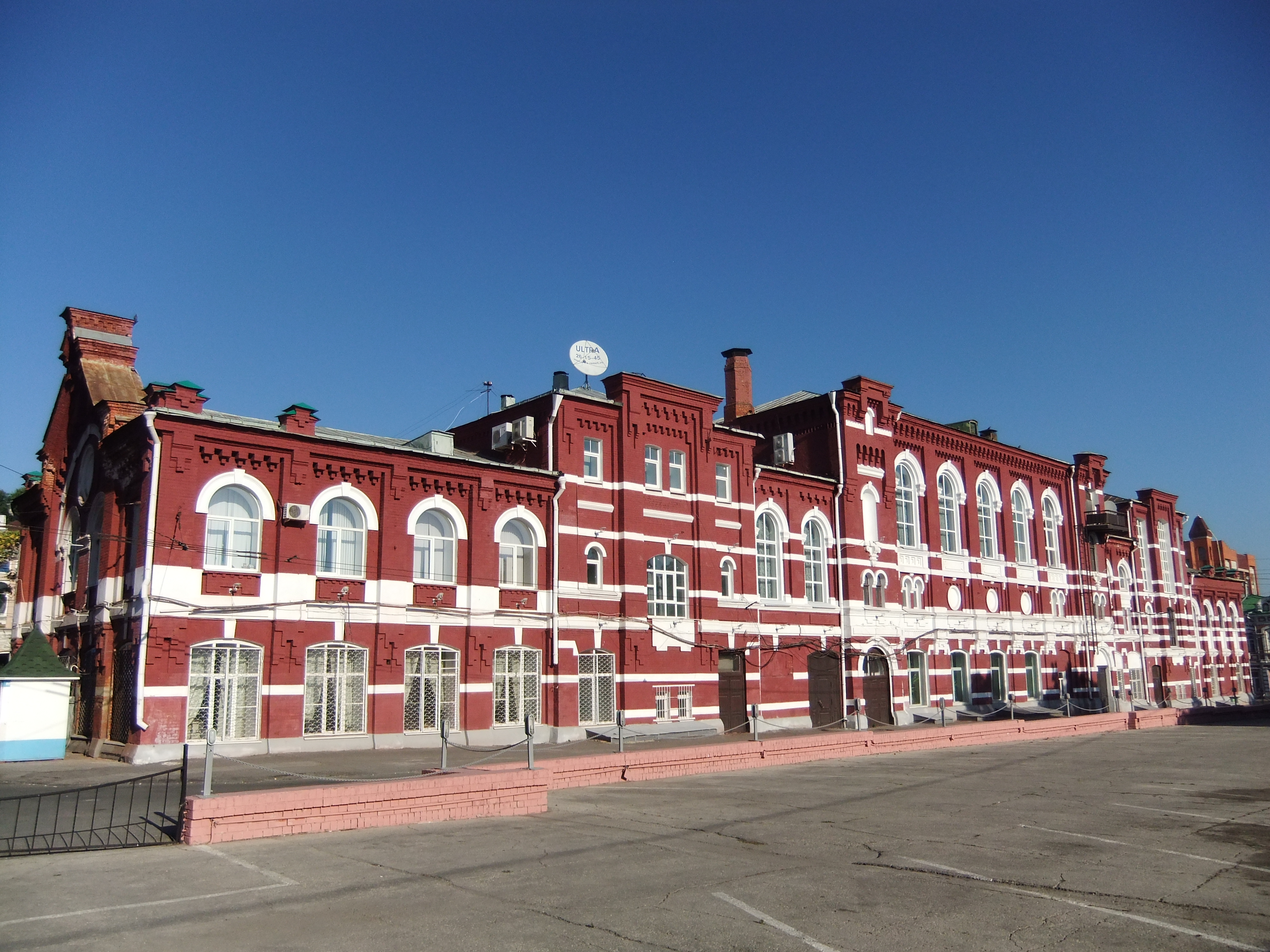
Народная аудитория и библиотека, Саратов
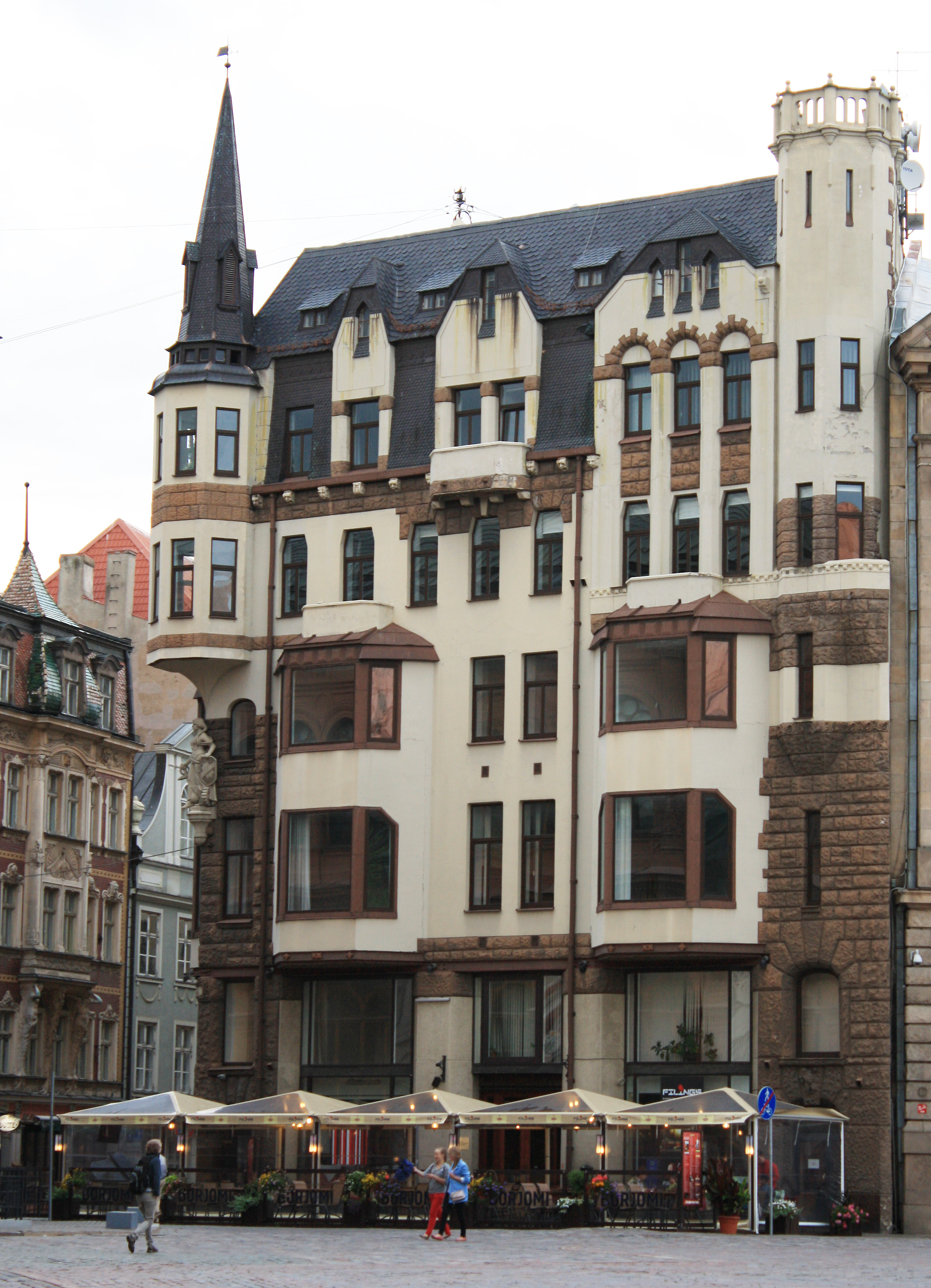
Дом страхового общества «Россия» в Риге, Домская площадь (улица Смилшу, 1/3)